# Ptinus italicus
Ptinus italicus is een keversoort uit de familie klopkevers (Ptinidae). De wetenschappelijke naam van de soort werd in 1830 gepubliceerd door Aloysius Aragona.